# Campeonato Europeo de Patinaje Artístico sobre Hielo de 1994
El LXXXV Campeonato Europeo de Patinaje Artístico sobre Hielo se realizó en Copenhague (Dinamarca) del 17 al 23 de enero de 1994. Fue organizado por la Unión Internacional de Patinaje sobre Hielo (ISU) y la Unión Danesa de Patinaje sobre Hielo.

## Resultados

### Masculino
| Puesto | Nombre                 | País    | Puntos |
| ------ | ---------------------- | ------- | ------ |
| Oro    | Víktor Petrenko        | Ucrania |        |
| Plata  | Viacheslav Zagorodniuk | Ucrania |        |
| Bronce | Alekséi Urmánov        | Rusia   |        |

### Femenino
| Puesto | Nombre       | País    | Puntos |
| ------ | ------------ | ------- | ------ |
| Oro    | Surya Bonaly | Francia |        |
| Plata  | Oksana Bayul | Ucrania |        |
| Bronce | Olga Markova | Rusia   |        |

### Parejas
| Puesto | Nombre                                 | País  | Puntos |
| ------ | -------------------------------------- | ----- | ------ |
| Oro    | Yekaterina Gordéyeva / Serguéi Grinkov | Rusia |        |
| Plata  | Yevguéniya Shishkova / Vadim Naúmov    | Rusia |        |
| Bronce | Natalia Mishkutiónok / Artur Dmítriyev | Rusia |        |

### Danza en hielo
| Puesto | Nombre                             | País        | Puntos |
| ------ | ---------------------------------- | ----------- | ------ |
| Oro    | Jayne Torvill / Christopher Dean   | Reino Unido |        |
| Plata  | Oksana Grishchuk / Yevgueni Plátov | Rusia       |        |
| Bronce | Maya Usova / Aleksandr Zhulin      | Rusia       |        |

## Medallero
| Núm. | País        | Oro | Plata | Bronce | Total |
| ---- | ----------- | --- | ----- | ------ | ----- |
| 1    | Rusia       | 2   | 2     | 4      | 8     |
| 2    | Ucrania     | 1   | 2     | 0      | 3     |
| 3    | Francia     | 1   | 0     | 0      | 1     |
| 3    | Reino Unido | 1   | 0     | 0      | 1     |
|      | TOTAL       | 4   | 4     | 4      | 12    |